# Jean-Michel Lesage
Jean-Michel Lesage (Bourg-la-Reine, 1º maggio 1977) è un ex calciatore francese, di ruolo attaccante.

## Carriera
Iniziò la sua carriera giocando come ala sinistra, per poi essere accentrato. Ha vinto il titolo di capocannoniere della Ligue 2 nel 2005-2006 con 16 goal  a pari merito con Steve Savidan del Valenciennes.

## Palmarès

### Individuale
- Capocannoniere della Ligue 2: 2

2005-2006 (16 gol, a pari merito con Steve Savidan), 2006-2007 (18 gol, a pari merito con Amara Traoré)